# 質権設定登記
質権設定登記（しちけんせっていとうき）とは、日本における不動産登記の態様の一つで、当事者の設定行為による、質権の発生の登記をすることである（不動産登記法3条参照）。不動産に対する質権の発生を第三者に対抗するためには登記をしなければならない（民法177条）。
本稿では普通質権設定登記と根質権設定登記について説明する。また、転質（民法348条、350条・298条2項）の登記についても説明する。転質は質物を第三者に質入れすることであり、新たな質権設定と同視できるから、登記の手続は質権設定登記とほぼ同様である。よって、以下においては特に分けて記載していない限り、質権とあれば転質を含むものとする。質権と転質の登記事項は同一だからである（不動産登記法95条1項）。

## 略語について
説明の便宜上、次のとおり略語を用いる。
記録例
不動産登記記録例（2009年（平成21年）2月20日民二500号通達）

## 目的物及び被担保債権
抵当権設定登記#目的物、抵当権設定登記#被担保債権及び根抵当権設定登記#目的物、根抵当権設定登記#被担保債権を参照。質権及び抵当権並びに根抵当権は担保物権であり、論点はほぼ同じである（以下、抵当権又は根抵当権の項目を参照する旨の記載について、この説明を援用する）。
ただし、抵当権と異なり、質権は債権を目的物にできる（民法343条参照）ので、賃借権に対して質権設定登記をすることができる。

## 登記事項

### 質権及び根質権に共通の事項
絶対的登記事項として以下のものがある。
- 登記の目的
- 申請の受付の年月日及び受付番号
- 登記原因及びその日付
- 登記権利者の氏名又は名称及び住所並びに登記名義人が複数であるときはそれぞれの持分（以上不動産登記法59条1号ないし4号）
- 順位番号（不動産登記法59条8号、不動産登記令2条8号、不動産登記規則1条1号・同147条）
- 債務者の氏名又は名称及び住所
- 所有権以外の権利を目的とするときは当該権利
- 複数の不動産に関する権利を目的とするときは当該不動産及び権利（以上不動産登記法83条1項2号ないし4号）

また、相対的登記事項として以下のものがある。
- 権利消滅の定め
- 共有物分割禁止の定め（争いあり）
- 代位申請によって登記した場合における、代位者の氏名又は名称及び住所並びに代位原因（以上不動産登記法59条5号ないし7号）
- 存続期間の定め
- 利息に関する定め
- 違約金又は賠償額の定め
- 債権に付した条件
- 民法346条ただし書の別段の定め
- 民法359条の規定による設定行為について別段の定め
- 民法361条で準用する民法370条ただし書の別段の定め（以上不動産登記法95条1項各号）

### 質権に特有の事項
- 債権額（一定の金額を目的としない債権についてはその価額）
- 複数の不動産に関する権利を目的とするときは当該不動産及び権利
- 日本国以外の通貨で債権額を指定したときは日本通貨で表示した担保限度額（以上不動産登記法83条1項1号及び4号並びに5号）

一定の金額を目的としない債権の具体例は、物の引渡債権である。複数の不動産に関する権利を目的とする場合における当該不動産及び権利については共同担保目録において表示する。共同担保目録については抵当権設定登記#共同抵当権設定登記を参照。

### 根質権に特有の事項
- 絶対的登記事項
  - 債権の範囲及び極度額（不動産登記法95条2項・88条2項1号）
- 相対的登記事項
  - 元本の確定期日
  - 民法370条ただし書の別段の定め（ただし、不動産登記法95条1項7号と重複）
  - 民法398条の14第1項ただし書の定め（以上不動産登記法95条2項・88条2項2号ないし4号）

なお、根質権設定登記においても法令上、利息・違約金・損害金が登記事項とされている（不動産登記法95条1項柱書・不動産登記令別表47項申請情報、根抵当権の場合の同法88条1項柱書・同令別表56項申請情報と比較されたい）が、民法361条が準用する同法398条の3第1項の趣旨から、登記する実益がないので、現実には登記することができないとされている。

### 本稿で述べる事項
本稿では、既述の登記事項のうち代位申請に関する事項以外の事項について、登記申請情報の記載方法を説明する。申請の受付の年月日及び受付番号については不動産登記#受付・調査を参照。

## 登記申請情報（一部）

### 質権及び根質権に共通の事項
登記の目的（不動産登記令3条5号）は、（根）質権の設定の場合、「登記の目的　質権設定」（記録例334）や「登記の目的　根質権設定」（記録例337）のように記載し、順位番号を記載する必要はない（民法361条・373条参照）。
所有権以外の権利に設定する場合、「登記の目的　1番地上権質権設定」（記録例338）、「登記の目的　2番賃借権質権設定」（記録例339）のように記載する。転質の場合、「登記の目的　1番質権転質」のように記載する（記録例347）。
登記原因及びその日付（不動産登記令3条6号）は、質権の場合、「原因　平成何年何月何日金銭消費貸借平成何年何月何日設定」のように記載する。前者の日付は被担保債権の成立日であり、後者の日付は質権設定契約の成立日である（1955年（昭和30年）12月23日民甲2747号回答参照）が、両者が同じ日である場合、「原因　平成何年何月何日金銭消費貸借同日設定」のように記載すればよい（記録例334）。根質権の場合、「原因　平成何年何月何日設定」のように記載する（記録例337）。
日付については、原則として不動産の引渡日である（民法344条参照）が、引渡日以後に農地法3条の許可書が到達した場合、到達日となる。
登記原因及びその日付の他の具体例については抵当権設定登記#登記原因及びその日付及び根抵当権設定登記#登記申請情報（一部）を参照。
債務者の氏名又は名称及び住所（不動産登記令別表46項申請情報イ・不動産登記法83条1項2号、同令別表47項申請情報イ・同法83条1項2号）については、抵当権設定登記#債務者の氏名又は名称及び住所及び根抵当権設定登記#登記申請情報（一部）を参照。
存続期間（不動産登記令別表46項申請情報ロ・不動産登記法95条1項1号、同令別表47項申請情報ロ・同法95条1項1号）は、「存続期間　平成何年何月何日から何年」のように記載する（記録例334）。
期間は10年以内でなければならないが、10年を超える期間を定めても10年に短縮される（民法360条）ので、登記原因証明情報には10年を超える期間の記載があるが、申請情報には10年と引き直して申請した場合、当該申請は受理される。
利息（不動産登記令別表46項申請情報ロ、不動産登記法95条1項2号）については、抵当権設定登記#利息を参照。
違約金（不動産登記令別表46項申請情報ロ、不動産登記法95条1項3号）は、「違約金　金何円」のように記載する。
賠償額（不動産登記令別表46項申請情報ロ、不動産登記法95条1項3号）については、抵当権設定登記#損害金を参照。ただし、質権においては違約金を登記することができる（既述）。
債権に付した条件（不動産登記令別表46項申請情報ロ・不動産登記法95条1項4号、同令別表47項申請情報ロ・同法95条1項4号）については、抵当権設定登記#その他の定めを参照。
民法346条ただし書の別段の定め（不動産登記令別表46項申請情報ロ・不動産登記法95条1項5号、同令別表47項申請情報ロ・同法95条1項5号）は、「特約　目的不動産の隠れた瑕疵による損害の賠償を担保しない」のように記載する。
民法359条の規定による設定行為について別段の定め（不動産登記令別表46項申請情報ロ・不動産登記法95条1項6号、同令別表47項申請情報ロ・同法95条1項6号）は、「特約　質権者は質物を使用収益できない」（記録例334）や「特約　質権者は目的不動産の管理の費用その他の負担を負わない」のように記載する。
民法370条ただし書の別段の定め（不動産登記令別表46項申請情報ロ・不動産登記法95条1項7号、同令別表47項申請情報ハ・同法95条2項及び88条2項2号）については、抵当権設定登記#その他の定め及び根抵当権設定登記#登記申請情報（一部）を参照。
権利消滅の定め（不動産登記令3条11号ニ）は、「特約　質権者が死亡した時に質権は消滅する」のように記載する。
共有物分割禁止の定め（不動産登記令3条11号ニ）を質権設定登記等において登記できるかどうかは争いがある（登記インターネット66-148頁参照）。
登記申請人（不動産登記令3条1号）は、（根）質権の設定の場合、（根）質権者を登記権利者、（根）質権設定者（不動産の所有権登記名義人など）を登記義務者として記載するが、「（根）質権者」「設定者」と記載するのが実務の慣行である（書式解説-137頁・152頁参照）。法人が申請人となる場合、以下の事項も記載しなければならない。
- 原則として申請人たる法人の代表者の氏名（不動産登記令3条2号）
- 支配人が申請をするときは支配人の氏名（一発即答14頁）
- 持分会社が申請人となる場合で当該会社の代表者が法人であるときは、当該法人の商号又は名称及びその職務を行うべき者の氏名（2006年（平成18年）3月29日民二755号通達4）。

なお、根質権を含まない質権が準共有である場合、持分又は債権額を記載しなければならない（1960年（昭和35年）3月31日民甲712号通達第4-1）。
転質の場合、転質権者を登記権利者、原（根）質権者を登記義務者として記載する。法人についての論点は設定の場合と同じである。

### 質権に特有の事項
債権額（不動産登記令別表46項申請情報イ、不動産登記法83条1項1号・5号）については、抵当権設定登記#債権額を参照。

### 根質権に特有の事項
以下の事項については、根抵当権設定登記#登記申請情報（一部）を参照。
- 債権の範囲及び極度額（不動産登記令別表47項申請情報ハ、不動産登記法95条2項・88条2項1号）
- 元本の確定期日（同令別表47項申請情報ハ、同法95条2項・88条2項3号）
- 民法398条の14第1項ただし書の定め（同令別表47項申請情報ハ、同法95条2項・88条2項4号）

### 添付情報・登録免許税
添付情報（不動産登記規則34条1項6号、一部）は、登記原因証明情報（不動産登記法61条・不動産登記令7条1項5号ロ）、登記義務者の登記識別情報（不動産登記法22条本文）又は登記済証及び、所有権を目的とする（根）質権設定登記の場合で書面申請のときには登記義務者の印鑑証明書（不動産登記令16条2項・不動産登記規則48条1項5号及び47条3号イ(1)、同令18条2項・同規則49条2項4号及び48条1項5号並びに47条3号イ(1)）である。法人が申請人となる場合は更に代表者資格証明情報も原則として添付しなければならない（不動産登記令7条1項1号）。
一方、書面申請の場合でも所有権以外の権利を目的とする（根）質権設定又は転質の登記のときは印鑑証明書の添付は不要である（不動産登記令16条2項・不動産登記規則48条1項5号、同令18条2項・同規則49条2項4号及び48条1項5号）が、登記義務者が登記識別情報を提供できない場合には添付しなければならない（不動産登記規則47条3号ハ参照）。
（根）質権の目的たる不動産又は転質の場合における原（根）質権の目的たる不動産が農地又は採草放牧地（農地法2条1項）であるときで、質物を使用収益できない旨の定め（民法359条・356条）がないときは、農地法3条の許可書（不動産登記令7条1項5号ハ）を添付しなければならない。
賃借権に（根）質権を設定する場合、原賃借権に譲渡を許す旨の登記がされていなければ賃貸人の承諾が必要であり（民法612条1項参照）、原則として承諾証明情報が添付情報となる（不動産登記令7条1項5号ハ・同令別表40項申請情報ロ）。この承諾証明情報が書面（承諾書）である場合には、原則として作成者が記名押印し、当該押印に係る印鑑証明書を承諾書の一部として添付しなければならない（不動産登記令19条）。この印鑑証明書は当該承諾書の一部であるので、添付情報欄に「印鑑証明書」と格別に記載する必要はなく、作成後3か月以内のものでなければならないという制限はない。
登録免許税（不動産登記規則189条1項前段）は、（根）質権設定登記の場合、債権金額又は極度金額の1,000分の4である（登録免許税法別表第1-1(5)）。一定の金額を目的としない債権を被担保債権とする場合、当該被担保債権の目的たるものの価格を債権額とみなす（登録免許税法11条1項）。 なお、端数処理など算出方法の通則については不動産登記#登録免許税を参照。
転質の登記の場合、不動産1個につき1,000円を納付する（登録免許税法別表第1-1(14)）。

## 登記の実行
所有権を目的とする（根）質権設定登記は主登記で実行される（不動産登記規則3条参照）。所有権以外の権利を目的とする（根）質権設定登記、及び転質の登記は付記登記で実行される（不動産登記規則3条4号）。
なお、権利の消滅に関する登記は、設定又は転質の登記とは独立した登記として付記登記で実行される（不動産登記規則3条6号）。